# Gadd (landområde)
En gadd är en mindre stenig ö i ytterskärgården. Gadd har en äldre betydelse ’spetsig landtunga, utskjutande stenigt skär’ som syftat på att övervattensgrunden ”hugger ut” från land.

## Orter och platser där gadd ingår i namnet

### Finland
Önamn med ändelsen -gadd är omkring 120 stycken och förekommer framför allt i den södra utskärgården från Föglö-Kökar till Ekenäs.
Exempel på namntypen är
- Hamnskärs gaddarna
- Storgadden i Åland
- Snögaddarna (”snöd” betyder låg växtlighet) i Kökar, Åland
- Tordmulgadden i Korpo, Pargas
- Bolaxgadden i Hitis, Kimitoön
- Ropangadden utanför Ekenäs, Raseborg